# Finnträsk, Kyrkslätt
Finnträsk är en sjö i Kyrkslätts kommun, Nyland, Finland. Den löper i sydväst-nordostlig riktning parallellt med stamväg 51 i östra delen av kommunen. Sjön är 3 km lång och smal, endast 0,6 km bred på det bredaste stället. I sydvästra ändan av sjön finns Träskmossen varifrån sjön avrinner till Långviken i Finska viken . Finnträsk ligger 21,5 meter över havet. Den är 3,75 meter djup. Arean är 80,5 hektar och strandlinjen är 8,46 kilometer lång. Sjön  ingår i Finska vikens kustområde. 

## Vattenkvalitet
På bottnen i djupen i Finnträsk har syrehalten tidvis varit låg. Vattnet är tämligen surt och det har en relativt låg buffertförmåga. I den nordöstra delen av sjön är fosforhalten högre än på andra håll. En av bäckarna, som rinner av i nordost, samlar upp vatten från ett tämligen stort tillflödesområde med både skogs- och åkermark. Vidare belastas sjön av en golfbana i vid den nordöstra ändan. Halterna av närsalt tyder på att sjön är mesotrofisk .

## Fauna
3 ton ogräsfisk fiskades ur sjön åren 2000 och 2001 som ett försök att förbättra vattenkvaliteten. Fångsten bestod till över hälften av gärs men även abborrar, braxenfiskar samt en liten mängd mörtar fiskades ur. Gäddor och stora abborrar återfördes i sjön under notfisket. Bland ogräskfisket fanns även några kräftor; sjön drabbades av kräftpest år 1940 .